# Schimpanskriget i Gombe Stream nationalpark
Schimpanskriget i Gombe Stream nationalpark var en konflikt mellan två schimpansflockar som utbröt i Gombe Stream nationalpark i Tanzania och pågick mellan åren 1974 och 1978. 
Flockarna ingick initialt i samma flock som kallades Kasakelaflocken, men splittrades 1974 varpå utbrytargruppen flyttade sig söderut och bildade Kahamaflocken. Denna flock bestod av sex hanar, tre honor samt ungar varav Kasakelaflocken bestod av åtta hanar och tolv honor samt ungar. Under den fyra år långa konflikten dog alla hanar i Kahamaflocken. Kasakelaflocken tog över Kahamaflockens territorium men trycktes sedan tillbaka av en annan flock.

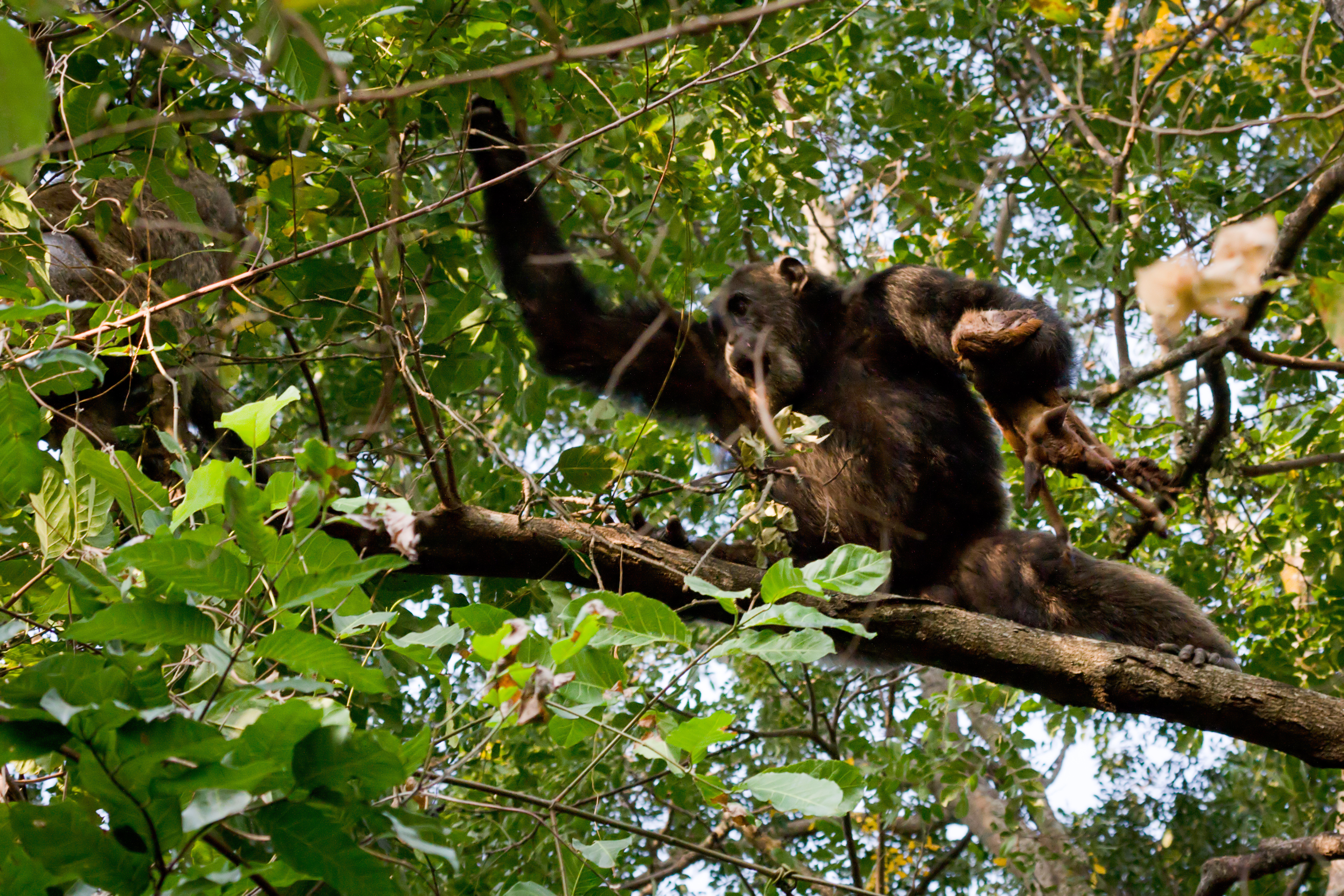
Schimpanshane i Gombe nationalpark

När Jane Goodall först presenterade konflikten möttes hon av skepsis från den akademiska världen och anklagades bland annat för antropomorfism.  Men sentida forskning har kommit att bekräfta Goodalls beskrivning så tillvida att schimpanser kan vara krigsförande.